# Fiji Hindi
Fiji Hindi er en indoarisk sprog, der er modersmål for 313.000 mennesker af indisk oprindelse i Fiji.
Dette sprog er meget forskelligt fra det standard hindi, der tales i Indien, og forholdet mellem de to sprog ligner dem mellem hollandsk og afrikaans. Sproget har rødder i østlige hindidialekter (Bhojpuri og Awadhi) med mange engelske og fijianske ord. Det er talt med en Pacific knips.
I den seneste tid er der på grund af politiske omvæltninger i Fiji immigreret et stort antal fiji-indere til Australien, New Zealand, USA og Canada, og de har taget deres fiji hindi-sprog med sig.
- Der findes også en Wikipedia på Fiji Hindi.